# Red Sails in the Sunset
Red Sails in the Sunset – piąty album studyjny australijskiej grupy rockowej Midnight Oil. Album został wydany w 1984 roku.

## Lista utworów
1. "When the Generals Talk" (Robert Hirst, James Moginie, Peter Garrett)
2. "Best of Both Worlds" (Hirst, Moginie)
3. "Sleep" (Moginie, Hirst, Garrett)
4. "Minutes to Midnight" (Moginie, Garrett)
5. "Jimmy Sharman's Boxers" (Hirst, Moginie)
6. "Bakerman" (Hirst)
7. "Who Can Stand in the Way" (Moginie, Garrett)
8. "Kosciuszko" (Hirst, Moginie)
9. "Helps Me Helps You" (Hirst, Moginie)
10. "Harrisburg" (Moginie, Kevans)
11. "Bells and Horns in the Back of Beyond" (Midnight Oil)
12. "Shipyards of New Zealand" (Moginie, Garrett)

## Twórcy albumu
- Peter Garrett: wokal
- Rob Hirst: perkusja, dalszy wokal
- Jim Moginie: Gitara, Keyboard
- Peter Gifford: Bas, dalszy wokal
- Martin Rotsey: Gitara